# Балка Скелева (притока Булавинки)
Балка Скелева — балка (річка) в Україні у Перевальському й Бахмутському районах Луганської й Донецької областей. Ліва притока річки Булавинки (басейн Азовського моря).

## Опис
Довжина балки приблизно 9,46 км, найкоротша відстань між витоком і гирлом — 7,76  км, коефіцієнт звивистості річки — 1,22 . Формується багатьма балками та загатами.

## Розташування
Бере початок на південній стороні від селища Чорнухине. Тече переважно на південний захід і на південній околиці селища Іллінки впадає у річку Булавинку, ліву притоку річки Кринки.

## Цікаві факти
- Біля витоку балки пролягає автошлях М03[3] (автомобільний шлях міжнародного значення на території України, Київ — Харків — кпп Довжанський (державний кордон з Росією).).
- У XX столітті на балці існували молочно-тваринна ферма (МТФ), газгольдер та декілька газових свердловин[2].